# 2,2,3-Trimethylbutan
2,2,3-Trimethylbutan ist eine chemische Verbindung aus der Gruppe der aliphatischen  gesättigten Kohlenwasserstoffe. Es ist eines der neun Konstitutionsisomere des Heptans.

## Gewinnung und Darstellung
2,2,3-Trimethylbutan kommt im Erdöl vor. Die Verbindung kann aus Crackgasen oder durch Hydrodesalkylierung von Isooctan sowie in geringen Anteilen durch die Isomerisierung von n-Heptan hergestellt werden. Schon 1927 wurde eine Laborsynthese beschrieben, bei der die Grignardverbindung aus tert.-Butylchlorid mit Aceton umgesetzt wird. Das resultierende 2,2,3-Trimethylbutan-3-ol wird zum 2,3,3-Trimethylbut-1-en dehydratisiert und anschließend mittels Nickelkatalysator zum 2,2,3-Trimethylbutan hydriert.

## Eigenschaften

### Physikalische Eigenschaften
2,2,3-Trimethylbutan ist ein leichtentzündliche und farblose Flüssigkeit.
Die Dampfdruckfunktion ergibt sich nach Antoine entsprechend log10(P) = A−(B/(T+C)) (P in bar, T in K) mit A = 3,9222, B = 1203,362 und C = −46,776 im Temperaturbereich von 286 bis 355 K Die Temperaturabhängigkeit der Verdampfungsenthalpie lässt sich entsprechend der Gleichung ΔVH0=Aexp(−βTr)(1−Tr)β (ΔVH0 in kJ/mol, Tr =(T/Tc) reduzierte Temperatur) mit A = 46,76 kJ/mol, β = 0,2726 und Tc = 531,1 K im Temperaturbereich zwischen 298 K und 353 K beschreiben. In fester Phase können zwei polymorphen Kristallformen auftreten. Unterhalb von −151,75 °C existiert die Kristallform II, oberhalb dieser Temperatur die Kristallform I. Die Umwandlungsenthalpie des Festphasenübergangs beträgt 2,242 kJ·mol−1. Die Kristallform I schmilzt bei −25,45 °C.
Die wichtigsten thermodynamischen Eigenschaften sind in der folgenden Tabelle aufgelistet:
| Eigenschaft               | Typ                | Wert [Einheit]                                                    |
| ------------------------- | ------------------ | ----------------------------------------------------------------- |
| Standardbildungsenthalpie | ΔfH0gas ΔfH0liquid | −205,9 kJ·mol−1 −238 kJ·mol−1                                     |
| Verbrennungsenthalpie     | ΔcH0liquid         | −4803 kJ·mol−1                                                    |
| Wärmekapazität            | cp                 | 213,51 J·mol−1·K−1 (25 °C) als Flüssigkeit                        |
| Schmelzenthalpie          | ΔfH0               | 2,2 kJ·mol−1 beim Schmelzpunkt                                    |
| Schmelzentropie           | ΔfS0               | 8,88 kJ·mol−1 beim Schmelzpunkt                                   |
| Verdampfungsenthalpie     | ΔVH0               | 28,9 kJ·mol−1 beim Normaldrucksiedepunkt 32,19 kJ·mol−1 bei 25 °C |
| Kritische Temperatur      | TC                 | 257,9 °C                                                          |
| Kritischer Druck          | PC                 | 29,5 bar                                                          |
| Kritisches Volumen        | VC                 | 0,398 l·mol−1                                                     |
| Kritische Dichte          | ρC                 | 2,51 mol·l−1                                                      |

### Sicherheitstechnische Kenngrößen
2,2,3-Trimethylbutan  bildet leicht entzündliche Dampf-Luft-Gemische. Die Verbindung hat einen Flammpunkt von −19 °C.  Die Zündtemperatur beträgt 450 °C. Der Stoff fällt somit in die Temperaturklasse T2.

## Verwendung
2,2,3-Trimethylbutan wird als hochwertiger, sehr klopffester Flugzeugkraftstoff mit der Octanzahl 112 verwendet. Zudem dient die Substanz als Bezugssubstanz in der Gaschromatographie.